# جيهان رجب
وُلدت جيهان رجب (واسمها قبل الزواج ويلبورن) في 5 أبريل 1934 في البرازيل، وهي كاتبة كويتية من أصل بريطاني. استقرت في الكويت منذ عام 1959، وكتبت عن تجربتها خلال الغزو العراقي في كتاب بعنوان غزو الكويت: حكاية امرأة إنكليزية.
تزوجت من طارق رجب في إنجلترا عام 1955، وكان حينها خامس كويتي يتزوج من امرأة غربية، وأول كويتي يسافر إلى الخارج لدراسة الفن وعلم الآثار. ووفقًا للقانون الكويتي، حصلت على الجنسية الكويتية بعد زواجها، إذ يمنح القانون المرأة الأجنبية المتزوجة من كويتي الجنسية تلقائيًا.
عملت جيهان كأول مديرة لإدارة الآثار والمتاحف في الكويت. قضت سنوات طفولتها في جامايكا، والبرتغال، وجزر الرأس الأخضر. أنجبت ثلاثة أبناء، من بينهم الدكتور زياد رجب، المدير الحالي للمدرسة الإنجليزية الحديثة.
واجهت صعوبات في التكيف مع الحياة في الكويت، خاصة بسبب قلة المرافق في تلك الفترة، كما وجدت أن برودة الشتاء أكثر قسوة من حرارة الصيف.
شاركت إلى جانب زوجها في تأسيس متحف طارق رجب عام 1980، والمدرسة الإنجليزية الحديثة عام 1969. كما ظهرت في الفيلم الوثائقي دفعة 1990. توفيت في 5 أبريل 2015 عن عمر يناهز 81 عامًا، وأُقيمت جنازتها في منطقة الجابرية.

## الأعمال:
- الزي الفلسطيني، 1989، جامعة إنديانا.
- غزو الكويت: حكاية امرأة إنكليزية.
- كيجري وكومبوت الراوند: وصفات من طفولة كوزموبوليتية.
- الحلي الفضية في عُمان[4]

## انظر ايضاً
1. المدرسة الإنجليزية الجديدة (الكويت)